# Sokolica (Nowa Ruda)
Sokolica (deutsch: Zaughals) ist ein Ort in der Landgemeinde Nowa Ruda in der Woiwodschaft Niederschlesien Polen. Es liegt drei Kilometer nordwestlich von Nowa Ruda (Neurode).

## Geographie
Sokolica gehört geographisch zum Glatzer Kessel und liegt an der Grenze zu Tschechien, die westlich verläuft. Nachbarorte sind Borek (Hain) und Ludwikowice Kłodzkie (Ludwigsdorf) im Norden, Drogosław (Kunzendorf) im Nordosten, Grządka (Grund) und  Włodowice (Walditz) im Süden, Rybno (Fischerberg) und Krajanówek (Klein Krainsdorf) im Südwesten und Krajanów (Krainsdorf) im Nordwesten. Nordöstlich erhebt sich die 757 m hohe Königswalder Spitzberg (polnisch Góra Włodzicka).

## Geschichte
Zaughals wurde erstmals 1571 mit einer «Heegerei Zaughals» und 1577 mit einem «Wald Zaughals» erwähnt. Es gehörte zum Neuroder Distrikt in der böhmischen Grafschaft Glatz. Mit ihr fiel Zaughals nach dem Ersten Schlesischen Krieg 1742 und endgültig mit dem Hubertusburger Frieden 1763 an Preußen. Nach der Neugliederung Preußens gehörte es seit 1815 zur Provinz Schlesien, die in Landkreise aufgeteilt wurde. 1816–1853 war der Landkreis Glatz, 1854–1932 der Landkreis Neurode zuständig. Nach dessen Auflösung 1933 gehörte es wiederum zum Landkreis Glatz, mit dem es bis 1945 verbunden blieb. Seit 1874 gehörte die Landgemeinde Zaughals zusammen mit den Landgemeinden Krainsdorf und Walditz sowie den Gutsbezirken Krainsdorf, Nieder Walditz, Ober Walditz und Zaughals zum Amtsbezirk Krainsdorf, der später in Amtsbezirk Walditz umbenannt wurde. Im 19. Jahrhundert entwickelte sich Zaugwitz zu einem beliebten Sommerfrischeort. 1939 bestand es aus 250 Einwohnern.
Als Folge des Zweiten Weltkriegs fiel Zaughals 1945 mit dem größten Teil Schlesiens an Polen und wurde in Sokolica umbenannt. Die deutsche Bevölkerung wurde, soweit sie nicht schon vorher geflohen war, Flucht und Vertreibung Deutscher aus Mittel- und Osteuropa 1945–1950|1945/46 weitgehend vertrieben. Die neu angesiedelten Bewohner waren teilweise Zwangsumgesiedelte aus Ostpolen, das an die Sowjetunion gefallen war. Da zahlreiche der Häuser nach 1945 wegen der abgelegenen Lage unbewohnt blieben, nahm die Einwohnerzahl deutlich ab. 1975–1998 gehörte Sokolica zur Woiwodschaft Wałbrzych (Waldenburg).